# Colostethus ucumari
Espèce
Statut de conservation UICN

 EN B1ab(iii) : En danger
Colostethus ucumari est une espèce d'amphibiens de la famille des Dendrobatidae.

## Répartition et habitat
Cette espèce est endémique du département de Risaralda en Colombie. Elle se rencontre de 2 100 à 2 500 m d'altitude dans la cordillère Centrale. Elle vit dans la forêt de nuage.

## Étymologie
Son nom d'espèce lui a été donné en référence au lieu de sa découverte, le parc naturel régional Ucumarí.

## Publication originale
- Grant, 2007 : A new, toxic species of Colostethus (Anura: Dendrobatidae: Colostethinae) from the Cordillera Central of Colombia. Zootaxa, no 1555, p. 39-51.